# 방림면
방림면(芳林面)은 대한민국 강원특별자치도 평창군의 면이다. 넓이는 120.8km2이고, 인구는 2006년 기준으로 2,453명이다.

## 개요
방림면은 백덕산, 대미산, 뇌운계곡 등 수려한 자연경관이 있는 곳이다. 고려 때부터 교주강릉도에 속해있던 대화면에서 1934년 4월 15일 방림, 운교, 계촌리를 분할하여 방림을 신설 행정리수는 14개리 반수는 58개 반이고 자연부락은 25개를 마을로 편성되었다. 대화면과 10km로 인접되어 있는 탓으로 각종 상거래와 주민과 소비는 대부분 대화면과 평창읍 시장을 이용하고 있다. 조선시대 고종 10년 강릉군 대화면에 속하였다가 대화면이 평창군으로 편제됨에 따라 평창군에 속하게 되었다. 1934년 대화면 8개리 중에서 방림, 운교, 계촌 3개리를 갈라 신설하고, 방림의 이름을 붙여 방림면을 이루었다.

## 행정 구역
- 방림리(芳林里) 1리~5리
- 운교리(雲橋里) 1리~3리
- 계촌리(桂村里) 1리~6리